# Хабло Іван Костянтинович
Іван Костянтинович Хабло (нар. 1932 рік) — комбайнер, цілинник, Герой Соціалістичної Праці (1967).

## Біографія
Народився в 1932 році в селянській родині в селі Решети (на території сучасної Новосибірської області). Трудову діяльність розпочав у 1950 році у віці 18 років. Закінчив Миргородське училище дизелістів, після чого по комсомольській путівці відправився в 1954 році на цілину в Казахську РСР, де вступив до колгоспу «Бідайікський» Кзилтуського (нині Уаліхановського) району Кокчетавської області. Працював у колгоспі комбайнером.
У 1964 році за дев'ять днів скосив 790 гектарів зернових і за 19 днів змолотив 9120 центнерів пшениці. У 1965 році скосив 995 гектарів і намолотив 3860 центнерів зернових. У 1966 році скосив 547 гектарів і намолотив 13120 центнерів зернових. За цю працю він був удостоєний в 1967 році звання Героя Соціалістичної Праці.

## Нагорода
- Орден «Знак Пошани» (1956);
- Герой Соціалістичної Праці — указом Президії Верховної Ради СРСР від 19 квітня 1967 року;
- Орден Леніна (1967);